# 大阪北教会
大阪北教会（おおさかきたきょうかい）は、大阪市に所在する日本キリスト教会の教会である。

## 概要
1877年に、アメリカ北長老教会宣教師T・T・アレクサンダーが来日して、1882年より大阪で伝道を開始して、北区老松町に伝道所を開設した。南区清水町にあった大阪南教会に対して大阪北教会と呼んだ。
1884年1月に南北の講義所を分離して、北区中之島に移転して自給の教会になり、大阪北一致教会と称した。
1884年9月日本基督一致教会の本郷教会の独立伝道者であった吉岡弘毅を初代牧師として招き、1885年5月6日に創設される。1887年に現在地に土地を購入する。
吉岡の実子で「海ゆかば」の作曲家として知られる信時潔の出身教会でもある。

## 交通アクセス
- 京阪電気鉄道中之島線
  - 渡辺橋駅下車　徒歩約7分
  - 中之島駅下車　徒歩約7分